# Алегорія музики з двома путті
Алегорія музики з двома путті (англ. Allegory of Music) — алегорична композиція із трьох частин, яку створив французький художник 17 століття Лоран ле Ла Гір (1606–1656).

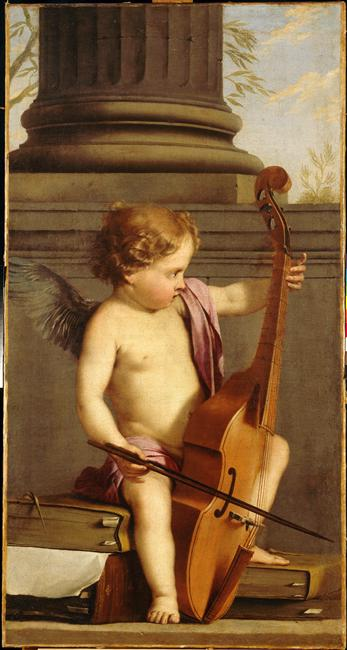
Путто із первісного комплекту з трьох картин.

Пристрасне учнівство в італійських майстрів, котре невпинно продовжувалось у художників, скульпторів і садівників Франції 16 століття, принесло в 17 столітті свої пишні плоди. Франція на короткий час перейшла на стилістику італійського бароко і дала власні якісні зразки в живопису, в скульптурі, в паркобудівництві. Не були осторонь від панівних мистецьких течій доби й французькі художники, котрі добре засвоїли як величну манеру римського офіційного мистецтва, так і здобутки демократичного караваджизму. В холодній і пишній стилістиці  римського офіційного мистецтва працював Симон Вуе, творчість якого привітав король Франції. Тої ж стилістики дотримувався і паризький художник Лоран ле Ла Гір, який дав власні зразки холоднуватих, пишних і по-французьки елегантних міфологічних картин і алегорій.

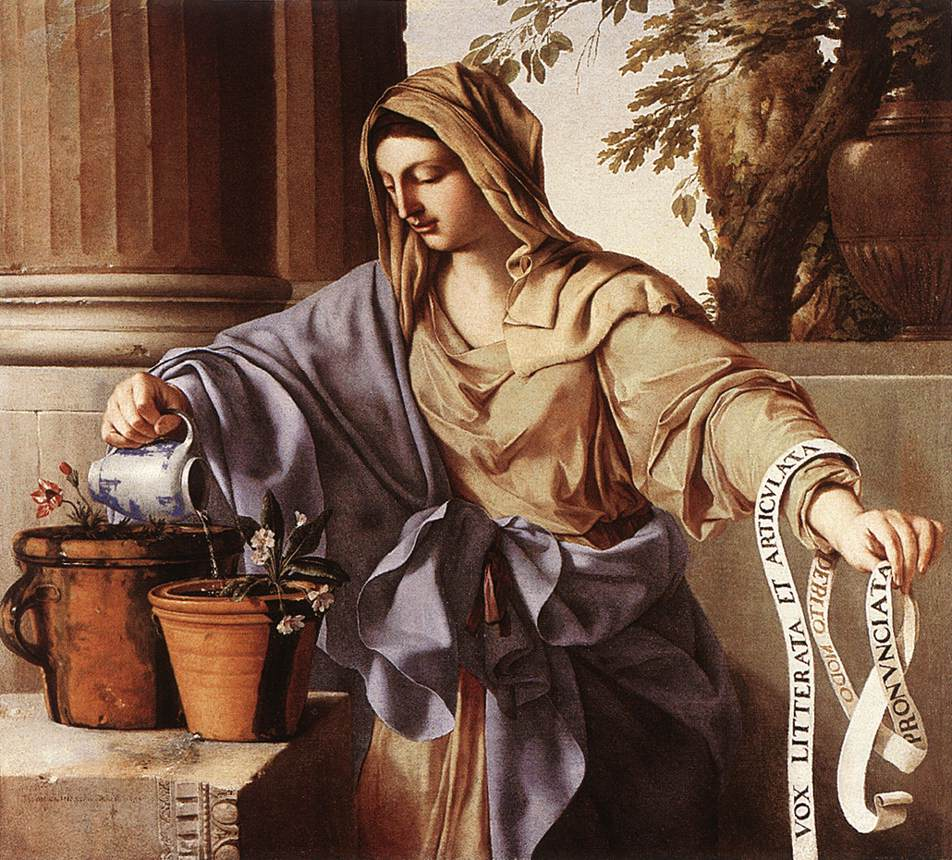
«Алегрія граматики», 1650 рік.
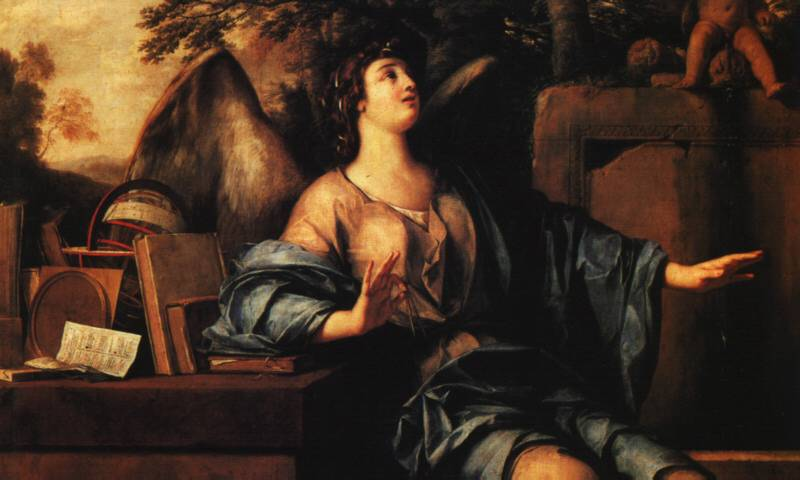
«Крилата алегорія астрономії», 1650 рік.

До останніх і належав цикл з сьома алегоріями, котрий замовив художнику багатій Гедеон Таллеман для власного палацу в паризькому кварталі Маре. В комплект до «Алегорії музики» первісно входили два путті з музичними інструментами, котрі розміщали праворуч і ліворуч. Пізніше комплект роз'єднали і путті передали в музей Манін в місті Діжон.
На картині «Алегорія музики» художник подав жінку в пишній сукні з ідеальними рисами обличчя, котра готує до гри теорбу (басовий різновид популярної тоді лютні). Ще одна лютня лежить на столику перед жінкою серед інших музичних інструментів і нотних збірок, друкуванням яких вже уславився тоді Париж. Композицію довершувало зображення органу і пишна колонада на тлі трьох картин, котра поєднувала весь комплект картин в єдине ціле.
Картина передана в музей 1950 року.